# Anoba excurvata
Anoba excurvata là một loài bướm đêm trong họ Erebidae.